# Джек Вулф
Джек Томас Девіс (англ. Jack Thomas Davies), більш відомий як Джек Вулф, — англійський актор. Починав свою кар'єру в театрі. На великих екранах він відомий завдяки своїми ролями у фільмі «Чарівна флейта» (2022) та другому сезоні серіалу та Netflix «Тінь і кістка» (2023).

## Молодість та освіта
Вулф народився в Дьюсбері, Західний Йоркшир. У нього є молодша сестра. Він відвідував школу Акворт . Вулф почав грати в суботній ранковій молодіжній театральній групі у Вейкфілді. У 2017 році він закінчив Академію театрального мистецтва Mountview в Лондоні. Він також навчався в Школі музики Четама в Манчестері.

## Особисте життя
Вулф відкритий гей.

## Фільмографія
| Рік  | Назва              | Роль                     | Примітки                          |
| ---- | ------------------ | ------------------------ | --------------------------------- |
| 2018 | Хетті Перо         | Семюел Баскомб           | Головне (серія 4)                 |
| 2018 | Отець Браун        | Джордж Чейз              | Епізод: «Дім Божий»               |
| 2019 | Відьмак            | Надбор                   | Епізод: «Набагато більше»         |
| 2021 | У дев'ятому номері | Олівер                   | Епізод: «Last Night of the Proms» |
| 2022 | Чарівна флейта     | Тім Вокер / Принц Таміно |                                   |
| 2023 | Тінь і кістка      | Вілан Гендрікс           | Головне (2 сезон)                 |

## Театр
| Рік       | Назва                | Роль                  | Компанія                           | Примітки          |
| --------- | -------------------- | --------------------- | ---------------------------------- | ----------------- |
| 2017      | Брайлівська спадщина | Луї Брайля            | Театр Чарінг Кросс                 | Свинець           |
| 2017      | Піноккіо             | Денні та ваш Піноккіо | Національний театр ім              | [ 15 ] [ 16 ]     |
| 2019      | Суїні Тодд           | Тобіас Регг           | Ліричний театр Белфаста            | Опера             |
| 2019      | Музикант             | Хлопець               | Белфастський ансамбль              | Опера             |
| 2019–2020 | Снігова Королева     | Кай                   | Театр Роуз Кінгстон                | Свинець           |
| 2021      | Слон чарівника       | Петро                 | Королівська Шекспірівська компанія | музичний; свинець |